# Diva (chanson de Beyoncé)
Cet article concerne la chanson de Beyoncé. Pour la chanson de Dana International, voir Diva.
Pour les articles homonymes, voir Diva.
Singles de Beyoncé Knowles
At Last
(2008) Halo
(2009)
Pistes de I Am... Sasha Fierce
Radio Sweet Dreams
Diva est une chanson de la chanteuse américaine de R'n'B Beyoncé Knowles. Bangladesh, Sean Garrett et Beyoncé l'ont écrite et produite pour son troisième album studio, I Am... Sasha Fierce. Il est sorti comme le troisième single de l'album aux États-Unis.

## Genèse et composition
Il existe de nombreuses similitudes entre Diva de Beyoncé et la chanson A Milli de Lil Wayne. Cela est dû au fait que les deux sont produits par Bangladesh. Dans une interview avec Myspace, le journaliste a demandé si Beyoncé accepte que Diva soit l'équivalent féminin de A Milli. Elle répond « C'est, en quelque sorte....ce n'était pas consciemment. »
Diva est une chanson R'n'B mis dans une signature rythmique de 4/4 et composée dans un tempo hip-hop groove modéré, dans la tonalité de Mi majeur.

## Réception critique
Leah Greenblat du magazine Entertainment Weekly dit que, « Diva, avec son coup de pied de tambour métallique et ses bégaiements vocales sournois, se porte comme la campagne féminine du tube de l'été hypnotique de Lil Wayne A Milli. ». Andy Kellman de AllMusic note que la piste comme un exemple remarquable de l'album, et dit « Diva, une variation de A Milli de Lil Wayne, est la seule piste qui pourrait batailler coude à coude avec des musiques comme... Freakum Dress ou Ring the Alarm au moins en termes d'audace. ». Alexis Petridis de The Guardian, donne un avis négatif sur la chanson, en disant, « La supercherie sonore sur la piste le plus expérimental, Diva, n'est pas assez intéressant pour vous distraire de l'absence d'une mélodie. ».

## Ventes
Initialement, la chanson se classe dans le Billboard Bubbling Under Hot 100 Singles à la cinquième place. Dans le classement du 3 janvier 2009, la chanson débute dans le classement principal Billboard Hot 100 à la 96e place, et a pris la 19e place le 7 mars 2009, devenant son douzième single dans le top vingt dans le Hot 100 en tant qu'artiste solo, et son seizième au total (sans compter Destiny's Child, mais en ajoutant des collaborations avec d'autres artistes). Le single atteint la première place dans le Billboard Hot Dance Club Play le 28 mars 2009, donnant à Beyoncé son neuvième numéro un dans le classement,. Il a également été un grand succès dans le Hot R&B/Hip Hop Songs où il prend la 3e place pendant 5 semaines consécutives en février et mars,,,,.
Même si la chanson est seulement sortie aux États-Unis, il réussit quand même à se classer dans d'autres pays; en Australie, la chanson débute à la 47e place le 15 mars 2009, devenant le quatrième single de I Am… Sasha Fierce à entrer dans le classement puis il prend la 40e position le 12 avril 2009. En Nouvelle-Zélande, Diva débute à la 32e place le 30 mars 2009, et prend la 26e position pendant deux semaines non-consécutives,.
Diva reçoit une certaine attention au Royaume-Uni où il apparaît dans le top dix de nouveautés et dans les nouvelles sorties dans les chaînes de clips vidéos britanniques. Il passe de la 173e position à la 72e dans le UK Singles Chart le 17 mai 2009 grâce aux téléchargements seules. Diva n'a jamais été un single au Royaume-Uni avec Sweet Dreams appelé à être le single suivant au Royaume-Uni, à la suite de Halo, cependant, il prend la 72e place.

## Clip vidéo
Le clip vidéo pour Diva est tourné fin novembre et réalisé par Melina Matsoukas, qui a travaillé avec Beyoncé pour différents clips vidéos. Le clip vidéo est diffusé pour la première fois sur iTunes le 23 décembre, en même temps que la vidéo de Halo. Le clip vidéo est thématiquement similaire au clip vidéo de Single Ladies (Put a Ring on It) car la vidéo est en noir et blanc, et que Beyoncé enfile gant métallique de son alter ego Sasha Fierce et exécute une chorégraphie avec deux danseuses avec des justaucorps. Elle porte une tenue Gareth Pugh dans le clip ainsi que quelques pièces vintages haute-couture Thierry Mugler comme un corsage en cuir et une robe inspirée Reptilia.
La vidéo commence avec une définition du mot « diva », avant d'aller à un parking à l'extérieur d'un entrepôt. Beyoncé, portant une paire de « lunettes de soleil nuancées », passe devant une voiture pleine de pièces de mannequin dans l'entrepôt. De là, elle est accompagnée de ses deux danseuses et d'une variété de tenues de haute couture. Dans une scène, Beyoncé est vu faisant une danse robotique en face d'une série de mannequins teinté d'or; tandis que dans une autre, elle danse contre un mur avec deux grandes chaînes suspendues au plafond. À la fin de la chanson, Beyoncé se promenade vers le parking. Elle s'allume un cigare et jette le briquet dans la voiture, la laissant exploser. Quand elle s'en va, l'intro de Video Phone (également de I Am... Sasha Fierce) est jouée. L'explosion conserve ses couleurs d'origine de feu en contraste avec le noir et blanc.
La version commerciale de la vidéo s'est classé 13e dans le classement Notarized: Top 100 Videos of 2009 de BET.
Director's cut
Le director's cut est décidément différent de la version commerciale. La définition de « diva » a été modifiée pour faire apparaître la prononciation du mot « bē-yän-sá »; et les définitions d'accompagnement sont prises directement à partir de paroles de la chanson: « une version féminine d'un hustla », « une femme qui reçoit de l'argent », et enfin, « une dame qui ne permet pas d'autres passagers sur son avion ». Beaucoup de plans avec les danseurs sont échangés pour d'autres montrant Beyoncé dans plusieurs vêtements haute-couture extravagants et bizarres, tandis que d'autres plans sont pris sous des angles de caméra différents. Cette version de la vidéo a une teinte d'or quand les mannequins sont retirés et ne comporte pas Video Phone quand la voiture explose.

## Liste des pistes
| EP Remix Digital 1. Diva (Maurice Joshua Extended Mojo Remix) : 6:53 2. Diva (Mr. Mig Extended Club Remix) : 7:09 3. Diva (Karmatronic Club Remix) : 5:08 4. Diva (DJ Escape & Tony Coluccio Club) : 6:45 5. Diva (Gomi & RasJek Club Mix) : 7:27 6. Diva (Redtop Club Mix) : 6:34 7. Diva (DJ Jeff Barringer vs. Fingazz Extended Remix) : 7:33 8. Diva (Maurice Joshua Mojo Dub) : 6:53 9. Diva (DJ Escape & Tony Coluccio Dub) : 5:43 10. Diva (Gomi & RasJek Dub) : 6:56 | Remix Promo Royaume-Uni 1. Diva (Redtop Club Mix) : 6:34 2. Diva (Gomi & RasJek Club Mix) : 7:27 3. Diva (Mr. Miggs Fierce Hustler Mix) : 7:11 4. Diva (DJ Jeff Barringer vs. Fingazz Mix) : 7:33 5. Diva (DJ Escape & Tony Coluccio Mix) : 6:45 6. Diva (Karmatronic Mix) : 5:08 7. Diva (Maurice Joshua Mojo Mix) : 6:53 8. Diva (Redtop Edit) : 3:31 9. Diva (Original Radio Edit) : 3:20 |

## Classements
| Classement (2009)                    | Meilleure position |
| ------------------------------------ | ------------------ |
| Australie                            | 40                 |
| Australie (Classement urbain)        | 12                 |
| Irlande                              | 50                 |
| Nouvelle-Zélande                     | 26                 |
| Royaume-Uni                          | 72                 |
| Royaume-Uni (Classement R'n'B)       | 22                 |
| U.S. Billboard Hot 100               | 19                 |
| U.S. Billboard Hot R&B/Hip-Hop Songs | 3                  |
| U.S. Billboard Pop 100               | 39                 |
| U.S. Billboard Hot Dance Club Play   | 1                  |

| Pays (certificateur) | Certification (seuils de vente) |
| -------------------- | ------------------------------- |
| États-Unis (RIAA)    | Or                              |

### Classement de fin d'année
| Classement (2009)                   | Position |
| ----------------------------------- | -------- |
| Australie (Classement urbain)       | 50       |
| Billboard Hot 100                   | 82       |
| Billboard Hot R&B/Hip Hop Songs     | 22       |
| Billboard Radio Songs               | 75       |
| Billboard Hot Dance Club Play Songs | 24       |